# Daniel Díaz (cyclisme)
Pour les articles homonymes, voir Daniel Díaz et Díaz.
Daniel Díaz, né le 7 juillet 1989 à Salta, est un coureur cycliste argentin. 

## Biographie
Après avoir cumulé les victoires et places d'honneur sur les courses sud-américaines et européennes durant la saison 2010, il devient stagiaire au sein de l'équipe Footon-Servetto pour la fin de saison. Mauro Gianetti, le manager de l'équipe, lui offre alors un contrat pour devenir néo-professionnel dans la nouvelle équipe Team Geox. Initialement prévue pour 2011, son arrivée est repoussée à la saison 2012. Il participe aux championnats du monde sur route de 2010 où il abandonne lors de la course en ligne des moins de 23 ans. Cependant, il ne portera jamais les couleurs du Team Geox puisque l'équipe de Mauro Gianetti est dissoute à la fin de la saison 2011. Entre-temps, en 2011, il court pour l'équipe continentale VC La Pomme Marseille. Il rejoint donc en 2012 l'équipe argentine San Luis Somos Todos et termine, pour ses débuts sous ses nouvelles couleurs, deuxième du Tour de San Luis derrière Levi Leipheimer, avec une victoire lors de la 5e étape,.
En 2015, il remporte en solitaire deux étapes du Tour de San Luis, et s'adjuge le classement général de la course. Il fait son retour à Marseille pour les saisons 2016 et 2017 avec l'esprit revanchard. Il se distingue lors de l'ouverture de la saison en France, s'adjugeant le classement des grimpeurs sur le Grand Prix de la Marseillaise 2016.

## Palmarès
- 2004
  - 2e du championnat d'Argentine sur route cadets
- 2008
  - Tour de Tarija :
    - Classement général
    - 4e étape

  - 3e étape de la Vuelta al Valle
  - Criterium de Apertura
- 2009
  - Doble Bragado :
    - Classement général
    - Prologue (contre-la-montre par équipes), 3e et 5e étapes

  - 1re et 3e étapes du Tour de Santa Cruz de la Sierra
  - Subida a El Jumeal
  - Prologue du Tour de Tarija
  - Prologue et 4e étape du Tour de Cochabamba
  - 6e et 7e étapes du Tour de l'Équateur
  - 2e du championnat d'Argentine du contre-la-montre espoirs
  - 3e du Tour de Santa Cruz de la Sierra
- 2010
  - Vainqueur du Torneo Euskaldun
  - Prueba Loinaz
  - Santikutz Klasika
  - Subida a Urraki
  - 2e et 3e étapes du Tour de Navarre
  - Classement général du Tour de la communauté de Madrid espoirs
  - 2e du Circuito de Pascuas
  - 3e du Tour de Navarre
  - 3e du Premio San Pedro
- 2012
  - 11e étape du Tour de Mendoza
  - Tour de Salta :
    - Classementgénéral
    - 2e (contre-la-montre) et 3e étapes

  - 5e étape du Tour de San Luis[n 2],[6]
  - 2e étape du 100° Aniversario Ciudad de Allén (contre-la-montre)
  - 9ea étape du Tour de Bolivie
  - 2e du Tour de San Luis[n 1],[5]
  - 2e du 100° Aniversario Ciudad de Allén
  - 2e de la Doble San Francisco-Miramar
  - 3e du Tour de Mendoza
- 2013
  - Classement général du Tour de San Luis
  - 3e étape du Tour de Bolivie (contre-la-montre par équipes)
  - 3e étape de la Vuelta de Lavalle
  - 2e de la Vuelta de Lavalle
- 2014
  -  Champion d'Argentine sur route
  - 3e étape de la Vuelta de Lavalle
  - 2e du championnat d'Argentine du contre-la-montre
  - 3e de la Vuelta de Lavalle
  - 3e de la Doble San Francisco-Miramar
- 2015
  - Tour de San Luis :
    - Classement général
    - 2e et 4e étapes

  - Gran Premio Aniversario Ciudad de Quimilí
- 2018
  - Tour de Mendoza :
    - Classement général
    - Prologue

  - 3e de la Doble Calingasta
- 2019
  - 2e du Tour de Mendoza
- 2022
  - Vuelta al Valle de Catamarca :
    - Classement général
    - 1re étape

  - Clásica 1° de Mayo

## Classements mondiaux
| Année            | 2009 | 2010 | 2011 | 2012 | 2013 | 2014 | 2015 | 2016   | 2017 |
| ---------------- | ---- | ---- | ---- | ---- | ---- | ---- | ---- | ------ | ---- |
| UCI America Tour | 301e | 47e  |      | 27e  | 6e   | 48e  | 4e   | 115e   |      |
| UCI Europe Tour  |      |      | 566e |      |      |      |      | 1 705e |      |
| UCI Africa Tour  |      |      |      |      |      |      |      |        | 165e |